# 小林一美 (地方公務員)
小林 一美（こばやし かずみ）は、日本の地方公務員。横浜市政策局長を経て、横浜市副市長、海洋都市横浜うみ協議会会長。

## 人物・経歴
横浜国立大学工学部建築学科卒業後、横浜市役所入庁。建築行政を長く担当し、市長室長や、秘書部長等を経て、2005年に総務局組織改革推進部長、2012年に政策局長。2018年から副市長を務め、温暖化対策統括本部、政策局、市民局、環境創造局、資源循環局、横浜市消防局、横浜市水道局、中区、南区、港南区、磯子区、金沢区を担当するとともに、海洋都市横浜うみ協議会会長も兼務した。2020年からは、平原敏英、城博俊、林琢己とともに序列二位の副市長に就任する。2022年3月、任期満了により横浜市副市長退任。